# Grontmij

Grontmij Logo

Grontmij är sedan den 1 oktober 2015 en del av Sweco. Grontmij var ett teknikkonsultföretag inom energi, samhällsbyggnad, husbyggnad, projektledning, arkitektur och miljö. Med omkring 11 000 medarbetare på 350 kontor världen över, var Grontmij innan samgåendet med Sweco Europas fjärde största teknikkonsultbolag. Grontmij i Sverige är rikstäckande med närmare 800 konsulter på ett 25-tal orter. Koncernen med säte i Nederländerna, är organiserat i tre verksamhetsgrenar - Water & Energy, Planning & Design och Transportation & Mobility. 
Namnet Grontmij kommer från bokstäverna i de nederländska orden för markförbättring och återvinningsföretag, grondverbetering och ontginningmaatschappij.
Den 1 juni 2015 meddelade man att Sweco skulle lägga ett bud på samtliga aktier i Grontmij.

## Historik
Företaget grundades år 1915. Den svenska delen har sitt ursprung i Carl Bro AB som 2006 köptes upp av Grontmij, svenska Carl Bro bestod i sin tur av det uppköpta Sycon AB. Sycon AB var en sammanslagning av Sydkraft Konsult AB och Stockholm Konsult AB.